# Speicherinsel (Danzig)
Die  Speicherinsel (polnisch Wyspa Spichrzów) ist eine Insel in Danzig, entstanden 1576 nach dem Aushub des Kanalbettes der Neuen Mottlau (Nowa Motława). Die Insel befindet sich im Stadtzentrum östlich von der Rechtstadt und wird von den Wässern der Mottlau und der Neuen Mottlau umströmt.
Seit dem 13. Jahrhundert befanden sich auf dem Gelände der heutigen Speicherinsel zahlreiche Getreidespeicher, im 16. Jahrhundert wuchs ihre Anzahl bis dreihundert. Das Blaue Lamm ist heute der einzige alte Danziger Speicher mit intakt erhaltenen Bauelementen.

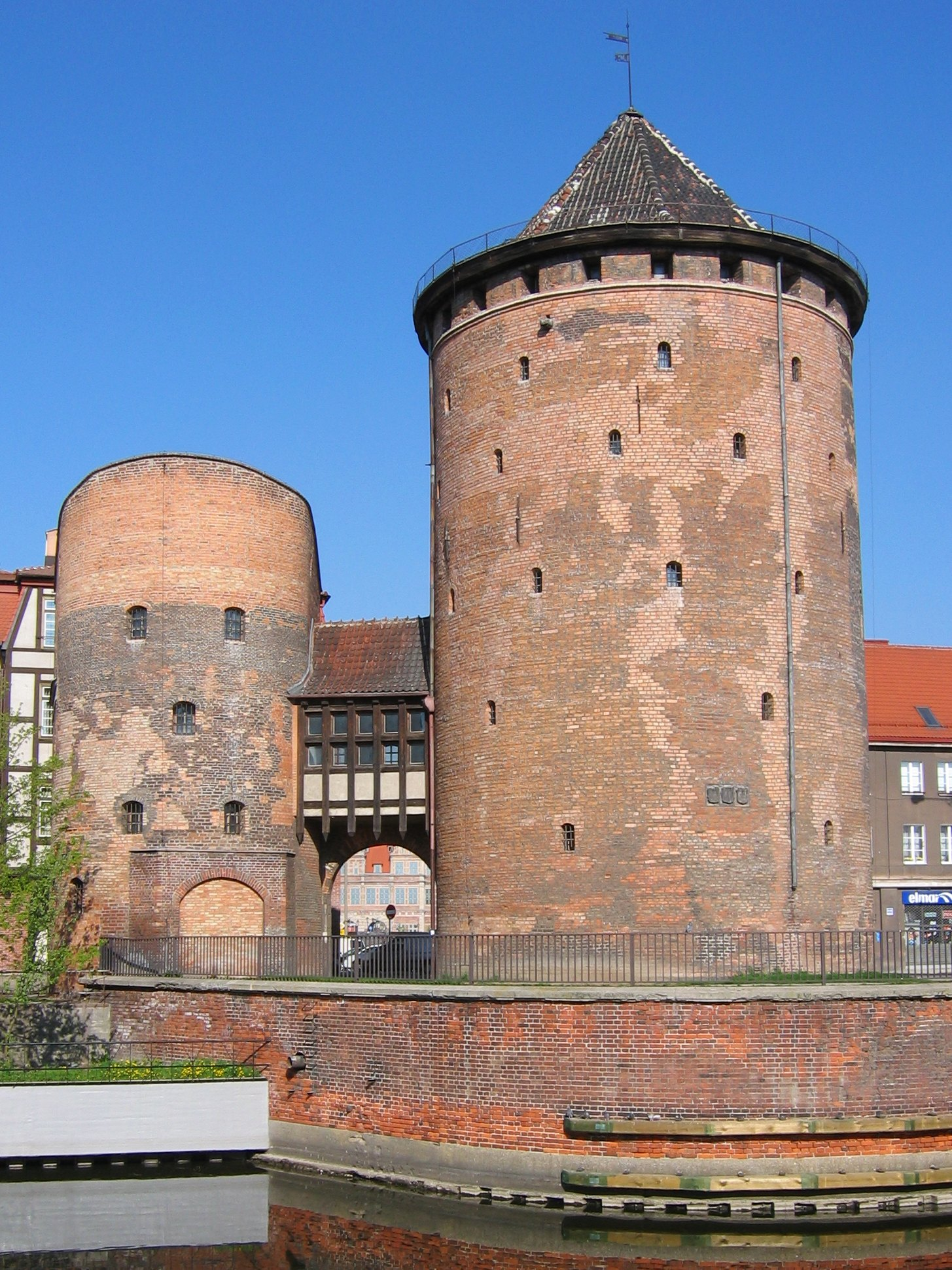
Das Milchkannentor

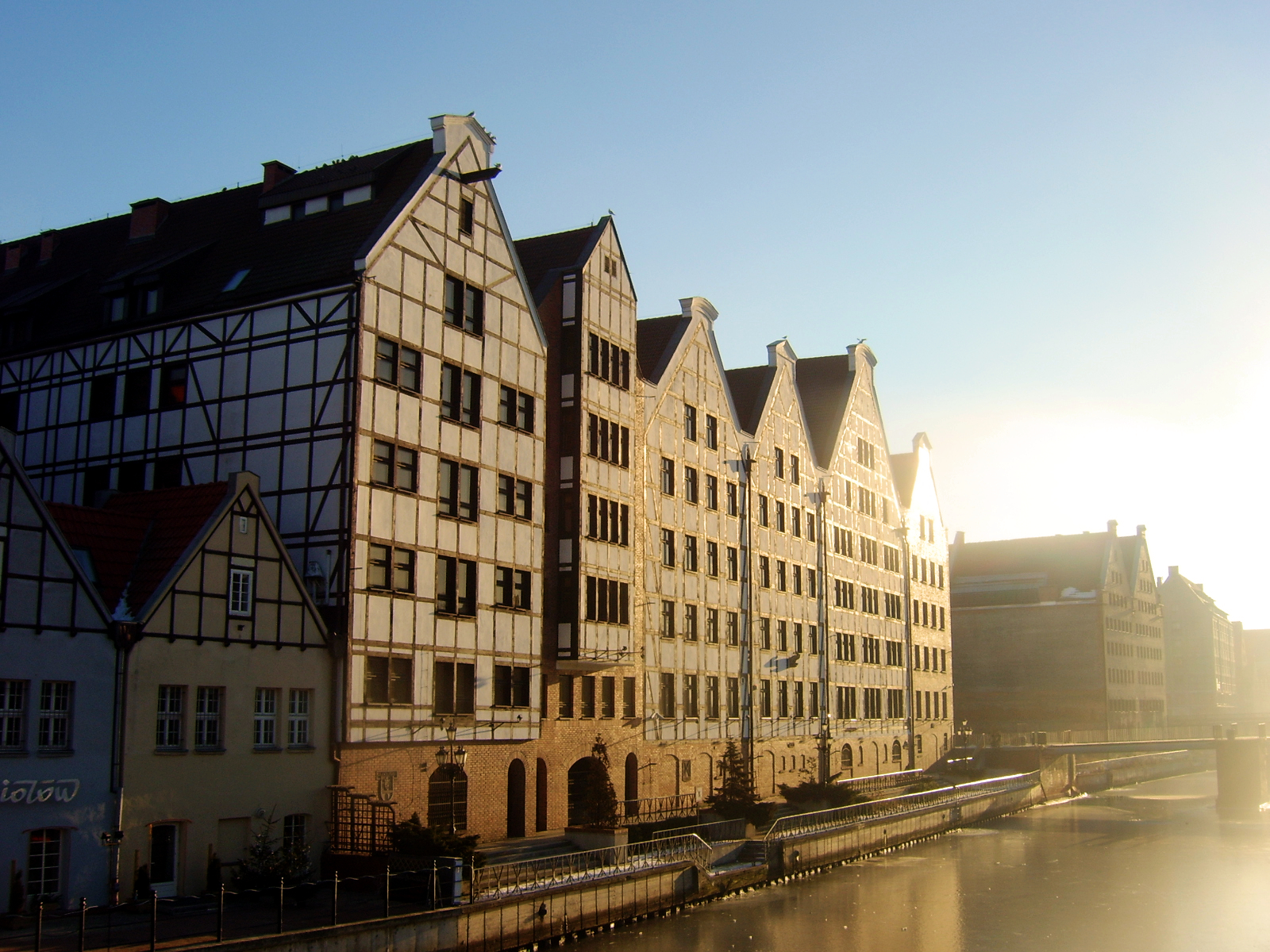
Die Getreidespeicher auf dem Südteil

Die Speicherinsel erlitt im Jahr 1945 schwere Schäden während der Kriegsereignisse. Zu den wenigen erhaltenen Baudenkmälern gehört das Milchkannentor, das von 1517 bis 1519 errichtet wurde. In der Inselmitte entstand eine Wohnsiedlung entlang der Milchkannenstraße mit Wohnhäusern im alten Stil.
Zu den gegenwärtig in Fertigstellung begriffenen Bauvorhaben gehört die Neubebauung des Nordteils der Insel. Der Speicher Deo Gloria und Ruinenreste wurden in die moderne Gestaltung integriert. Zu den Neubauten gehören auch Hotels.

## Fußgängerbrücke zur Speicherinsel
Eine Fußgängerbrücke (Kładka św. Ducha) zur Langen Brücke soll den Nordteil der Insel an die touristisch bedeutsame Rechtstadt mit ihren Sehenswürdigkeiten anbinden. Bei den Bauarbeiten stürzte am 6. Mai 2019 ein Teil der Langen Brücke im Bereich des Heilig-Geisttores ein. Die Reparaturen verzögerten die Fertigstellung der Drehbrücke. Diese wurde im August 2019 auf ihr Lager geschoben und an zwei Weihnachtstagen probeweise für das Publikum geöffnet. Das Bauwerk soll im April 2020 eröffnet werden. Es ist 50 Meter lang, 4,5 Meter breit und der drehbare Teil wiegt 150 Tonnen.
Die Brücke ist mittlerweile in Betrieb, der Dreharm wird per akustischem Signal und 3-sprachiger Ansage (polnisch, englisch, deutsch) für den Fußgängerverkehr gesperrt und abgeriegelt. Anschließend dreht sich der Arm um 90 Grad in eine flussmittige Parkposition, so dass der Schiffsverkehr links und rechts davon passieren kann.

## Quelle
- Maria Bogucka: Das alte Danzig, Koehler und Amelang, Leipzig 1987, ISBN 3-7338-0033-8